# Le Bourget (lingerie)
Pour les articles homonymes, voir Le Bourget.
Le Bourget est une marque société française de textile vestimentaire, spécialisée dans les bas et les collants, exploitée par la société Csp Paris Fashion Groupe.

## Histoire de l'entreprise
Le Bourget a été fondée en 1924 par Joseph-Pépo Saltiel 
Avec 12 ouvriers, il choisit de s’implanter à Fresnoy-le-Grand afin de bénéficier du savoir-faire régional de l’Aisne en matière de tricotage.
La société ne choisit son nom Le Bourget qu'en 1927 en référence à l'atterrissage à l'aéroport du Bourget de l'avion piloté par Lindbergh pour la première traversée de l'Atlantique. Il s'agit de la plus ancienne marque française de bas et de collants.
En janvier 1995, la société Le Bourget, alors encore entreprise familiale, est rachetée par le groupe lyonnais Edi (Européenne Développement Industrielle), holding contrôlée par Gildas Collon et Yves Fargier. 
C’est en septembre 1999 que le groupe italien CSP International, deuxième producteur italien de bas et collants derrière Golden Lady, prend le contrôle de la société Le Bourget. Pour CSP, groupe familial italien coté à la bourse de Milan, il s’agit d’une entrée en force sur le marché français puisqu’il s’adjuge 10 % de part de marché. Cette croissance externe permet à CSP de se placer au troisième rang mondial des bas et collants.
Aujourd’hui, les équipes françaises et italiennes collaborent étroitement au développement des collections.
En 2011, la société le Bourget rachète la marque Well.
En 2014 la société Le Bourget est fusionnée avec la CSP.

## Histoire des produits
Le Bourget a participé à l’histoire du collant avec des innovations telles que les premiers bas nylon en 1949, les premiers bas sans couture en 1961-1962, puis "Têtu Le Premier Collant Fin Qui Refuse De Filer", plus résistant grâce à un tricotage spécial. L'entreprise a su s'adapter aux évolutions de la mode avec des collections de collants-slip de couleurs en 1977.
Depuis le milieu des années 2000, Le Bourget diversifie ses activités dans le secteur de la lingerie féminine et s'est ouvert en 2010 à la lingerie masculine.